# Andrea Vici

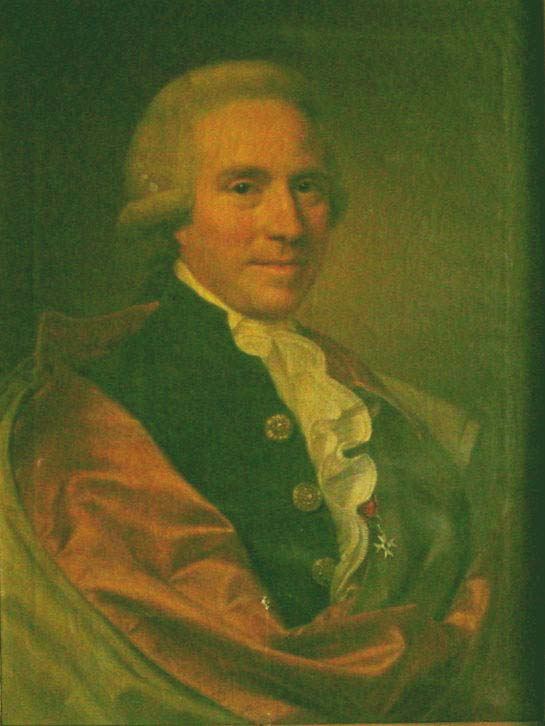
Ritratto dell'Arch. Andrea Vici

Andrea Vici (Arcevia, 29 novembre 1743 – Roma, 10 settembre 1817) è stato un architetto italiano.

## Biografia

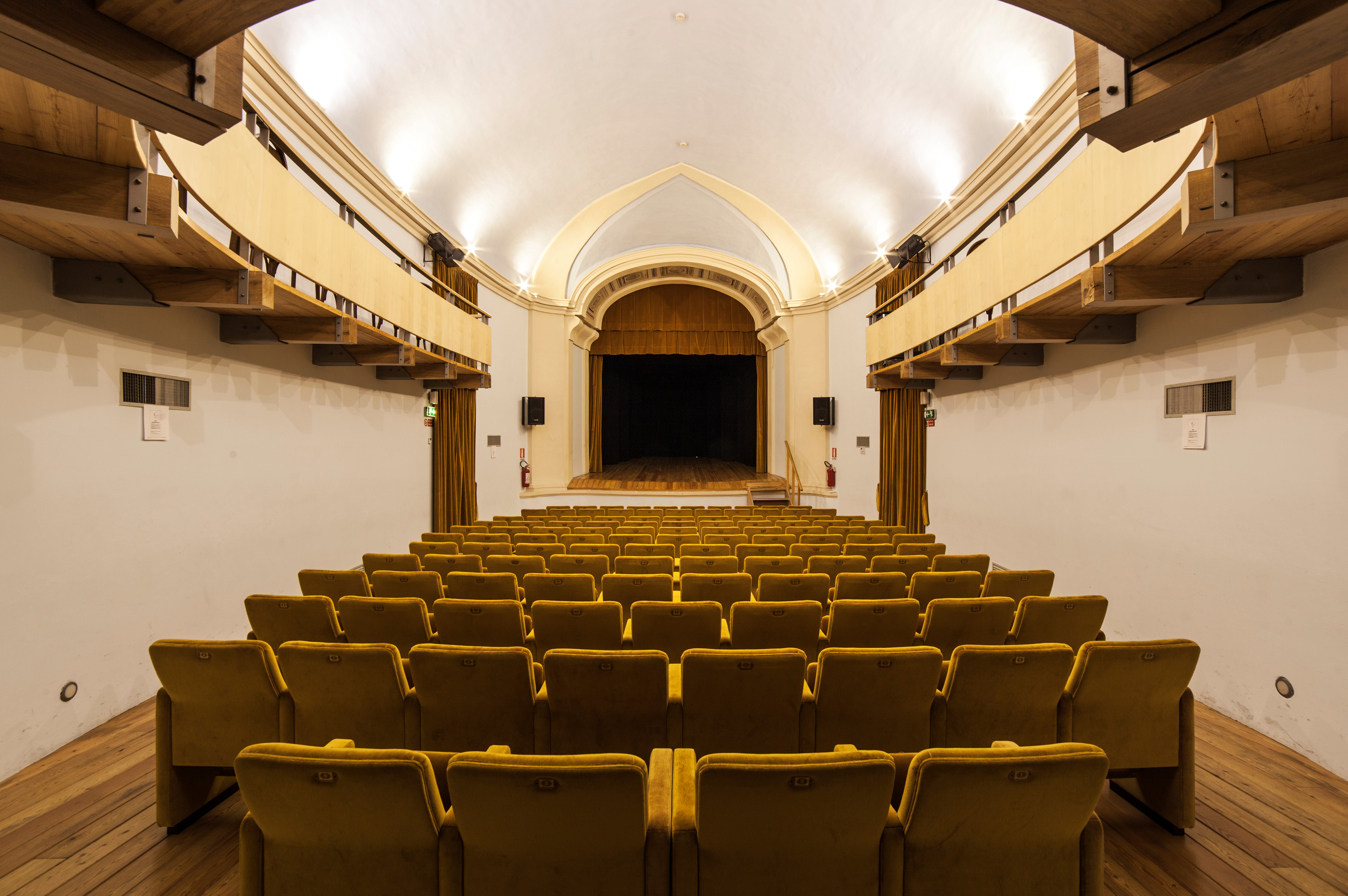
Teatrino di Palazzo Campana (Osimo)

Nacque a Roccacontrada, oggi Arcevia, in località Palazzo, il 29 novembre 1743. 
Figlio di Arcangelo, stimato capomastro ed artefice di varie fabbriche nelle Marche, e di Angela Fattorini, a 14 anni fu mandato a Perugia per continuare gli studi e frequentare il corso del pittore Appiani. A 17 anni si recò a Roma presso la scuola di Stefano Pozzi; ma presto abbandonò la pittura per l'architettura, apprendendo il disegno presso Carlo Murena, che dirigeva lo studio di Luigi Vanvitelli, all'epoca già a Napoli.
Tornato nel 1765 a Palazzo in seguito alla morte del padre, operò nei dintorni sino a che, nel 1769, fu richiamato a Napoli da Luigi Vanvitelli, perché collaborasse ai disegni della Reggia di Caserta. 
Morto Vanvitelli, rifiutò l'offerta del figlio di questi, essendo assai impegnato in molte fabbriche che aveva nelle Marche ed in altri prestigiosi incarichi, tra cui l'ideazione e realizzazione del canale Pio della celebre Cascata delle Marmore, che aveva la funzione di liberare la Valnerina da periodiche e disastrose inondazioni.
In seguito al successo di tale impresa, fu nominato Primo Ingegnere della Congregazione delle Acque, cui si aggiunsero poi quello di Architetto della Rev.ma Fabbrica di San Pietro e molte altre onorificenze. Rinunciò peraltro alla carica di Segretario dell'Accademia di Belle Arti di Milano ed alla Cattedra di Architettura a Mantova.
Nel 1785 venne eletto membro dell'Accademia di S. Luca, e, dopo esserne stato Segretario, nel 1802 ne fu anche Principe; in seguito, variato il sistema, fra il 1814 e il 1816 ne divenne Presidente dopo il Marchese Antonio Canova. Unitamente a questi, e ad altri accademici (tra cui), fu compilatore dello Statuto accademico pubblicato nel 1817.
Il 10 settembre 1817, probabilmente a causa del tifo, morì in Roma all'età di 74 anni non ancora compiuti e fu sepolto a S. Maria in Vallicella. 
Dalla moglie Teresa Storace ebbe molti figli, ma la casata avrebbe avuto termine con lui, se la figlia Barbara Vici, sposata in prime nozze a Giulio Cesare Busiri, ed in seconde all'Architetto Clemente Folchi, non avesse imposto anche il proprio cognome ai figli, dando vita così alle famiglie dei Busiri Vici e Folchi Vici.

## Percorso artistico
L'invasione dello Stato Pontificio (1796) e poi di Roma (1799) da parte dei Francesi, favorì apporti preziosi sul piano artistico, portando Vici, che a Roma lavorò in quel periodo attivamente, a contatto con le tematiche di Ledoux e Boullèe, da Kaufmann definiti gli “architetti della rivoluzione”.
Le opere di tali utopisti, caratterizzate in senso simbolico e frutto di un'irrealtà ragionata, si riallacciavano all'Illuminismo, movimento essenziale per i futuri sviluppi dell'architettura, che si basava sulla superiorità razionale dell'intelligenza, escludendo il trascendente come ispiratore dell'espressione artistica; parimenti ci fu una rivalutazione dell'arte classica, considerata la migliore di tutte proprio perché espressione di un'epoca in cui si era raggiunto il miglior equilibrio possibile tra uomo e società e tra società e natura. Ed è in questo aspetto più autenticamente “rivoluzionario” ed “etico” del Neoclassicismo, che si colloca l'opera di Andrea Vici, che, dipartitasi dal barocchismo di Arcangelo, suo padre, e dal pre-neoclassicismo di Luigi Vanvitelli, suo maestro, si evolve verso un Neoclassicismo compiuto, culminante nella realizzazione della Cattedrale di Treia del 1814 e nella Villa Votalarca del 1815, le cui forme limpide ed essenziali bene collimano con le direttive di Francesco Milizia, critico verso tutto ciò che in campo progettuale non è utile e rispondente ad una precisa funzione: “Poiché l'Architettura è nata dalla necessità, tutto il suo bello deve prendere il carattere della necessità stessa”.

## Opere principali

### Lazio
- Roma: Restauro della chiesa di Campo Santo, di S. Anna, del monastero delle Salesiane, di San Lorenzo in Lucina, Palazzo Balestra ai SS. XII Apostoli, Progetto per la Sagrestia Vaticana (concorso);
- Velletri: Chiesa di Ariano;
- Viterbo: Villa della Palanzana, Palazzo Vescovile di Toscanella;
- Sora: Palazzo del principe di Piombino, Palazzo di Arpino;
- Trevignano Romano: Casale del marchese Santori Naslini;
- Anzio: Fortino e Lanterna.

### Campania
- Napoli: Chiesa dell'Annunziata.
- Caserta: Teatro ed acquedotti.

### Marche
- Arcevia: Cupola della Collegiata di S. Medardo, Chiesa di S. Francesco di Paola, Chiesa di S. Agata.
- Offagna: Monastero e chiesa delle Salesiane, Chiesa del S. Sacramento, casa parrocchiale ed ospedale.
- Poggio San Marcello: 1772 Palazzo Comunale;
- Monte Gallo: Palazzo Gallo;
- Treia: Cattedrale, Piazza Maggiore (ora della Repubblica) con monumento a Pio VI, tre oratori, Casa di Correzione, Casa del Lavoro;
- Osimo: Basilica di San Giuseppe da Copertino, Convento delle Cappuccine, Collegio Campana con teatro[11], restauro chiesa di S. Nicolò;
- Jesi: Grande ospedale, Duomo, S. Floriano, Palazzo Ripanti, Palazzo Priorale;
- Monte Porzio: Palazzo Montevecchi;
- Camerino: Metropolitana, Palazzo Carridoni, Palazzo Comunale:
- Cingoli: Monastero di S. Caterina, Palazzo Vescovile, Teatro;
- Morrovalle: Palazzo Marefoschi, restauri vari;
- Recanati: Nuovo porto Braschi, convento dei PP. Silvestrini;
- Fano: Porto canale.
- Fabriano: Scale palazzo Lolli Benigni
- Brugnetto: chiesa, facciata principale e scalone del Palazzo Antonelli Castracani Augusti.

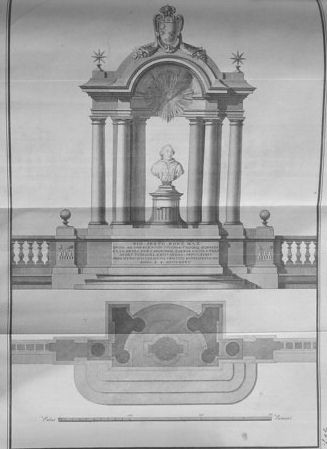
Progetto di sistemazione del Busto di Pio VI

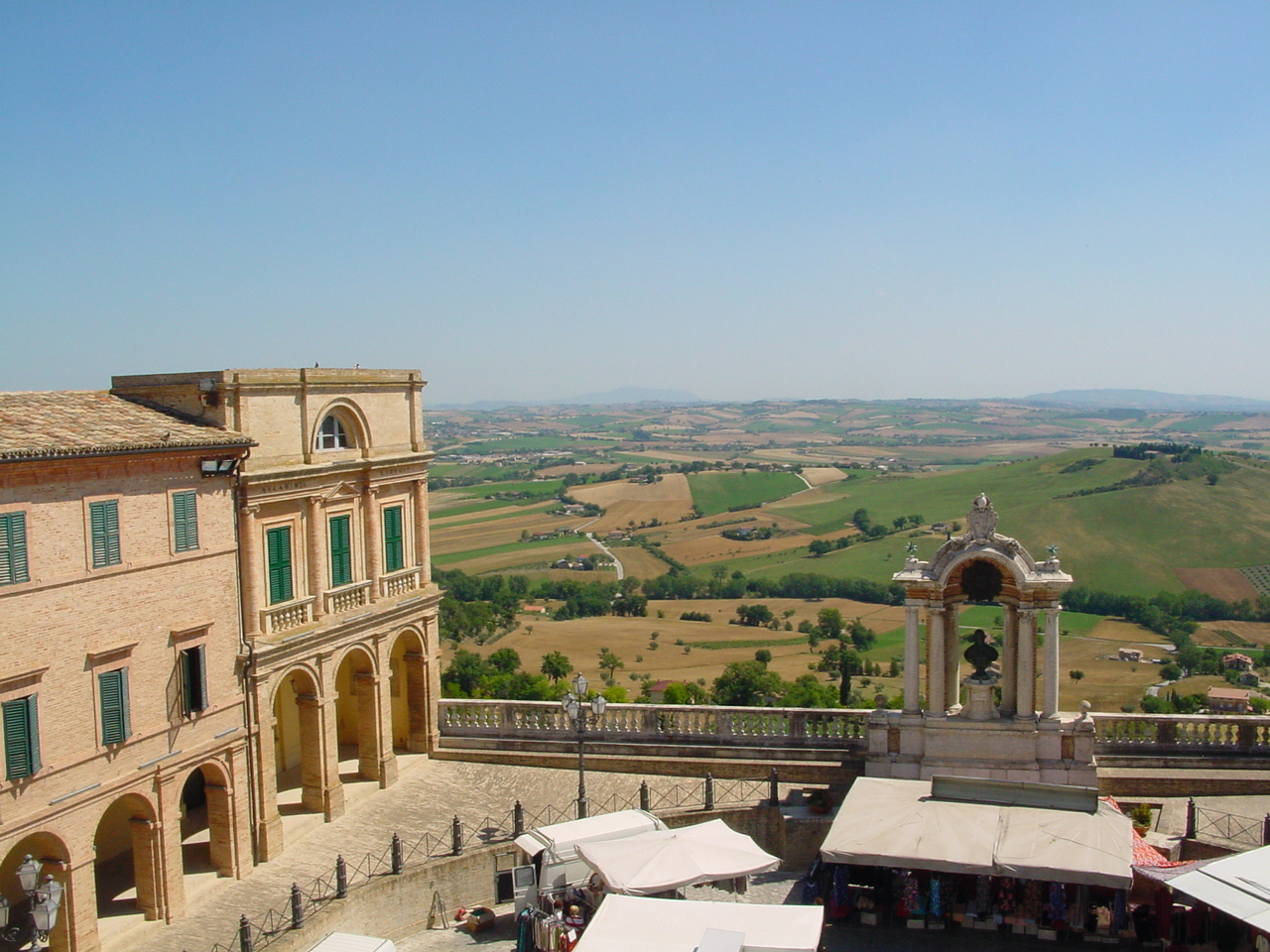
Piazza del Comune di Treia con Busto di Pio VI

### Umbria
- Foligno: Chiesa dei Conventuali, Reclusorio, Palazzo Lepri di Bevagna;
- Terni: Nuovo canale Pio alle Marmore;
- Narni: Conservatorio dei Projetti;
- Perugia: Acquedotto della fontana monumentale, restauri di chiese e palazzi;
- Gubbio: Palazzo dei conti Porta;
- Città della Pieve: Convento S. Agostino, Casa Salvatori, Chiesa abbaziale di S. Giovanni dell'Eremo;
- Panicale: Casino Venuti di Cortona.
- Todi: Opere di bonifica nella zona della Piana tra cui il Muro Vici, rimasto incompiuto.